# Všechovice (kraj ołomuniecki)
Všechovice – miejscowość i gmina (obec) w Czechach, w kraju ołomunieckim, w powiecie Przerów. W 2022 roku liczyła 869 mieszkańców.